# Liebfrauenkirche Jüterbog

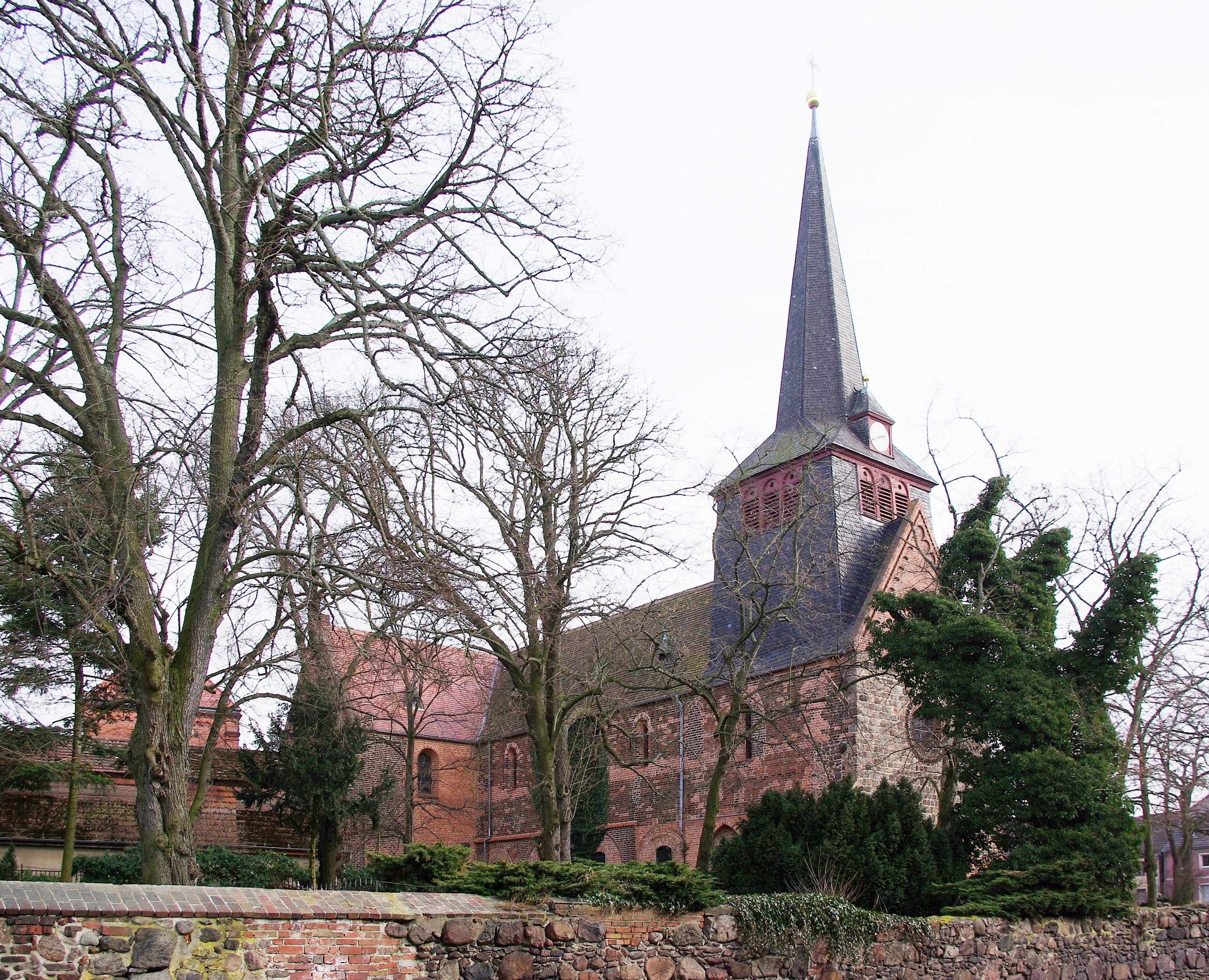
Die Liebfrauenkirche von Nordwesten

Die Liebfrauenkirche (auch Dammkirche) in Jüterbog wurde 1161 im Auftrag vom Magdeburger Erzbischof Wichmann von Seeburg errichtet und ist die zweitälteste erhaltene Kirche des Landes Brandenburg. Zudem war sie für 275 Jahre zugleich Lebens- und Lernort der Zisterzienserinnen, in deren Kloster sie einbezogen wurde.

## Baugeschichte

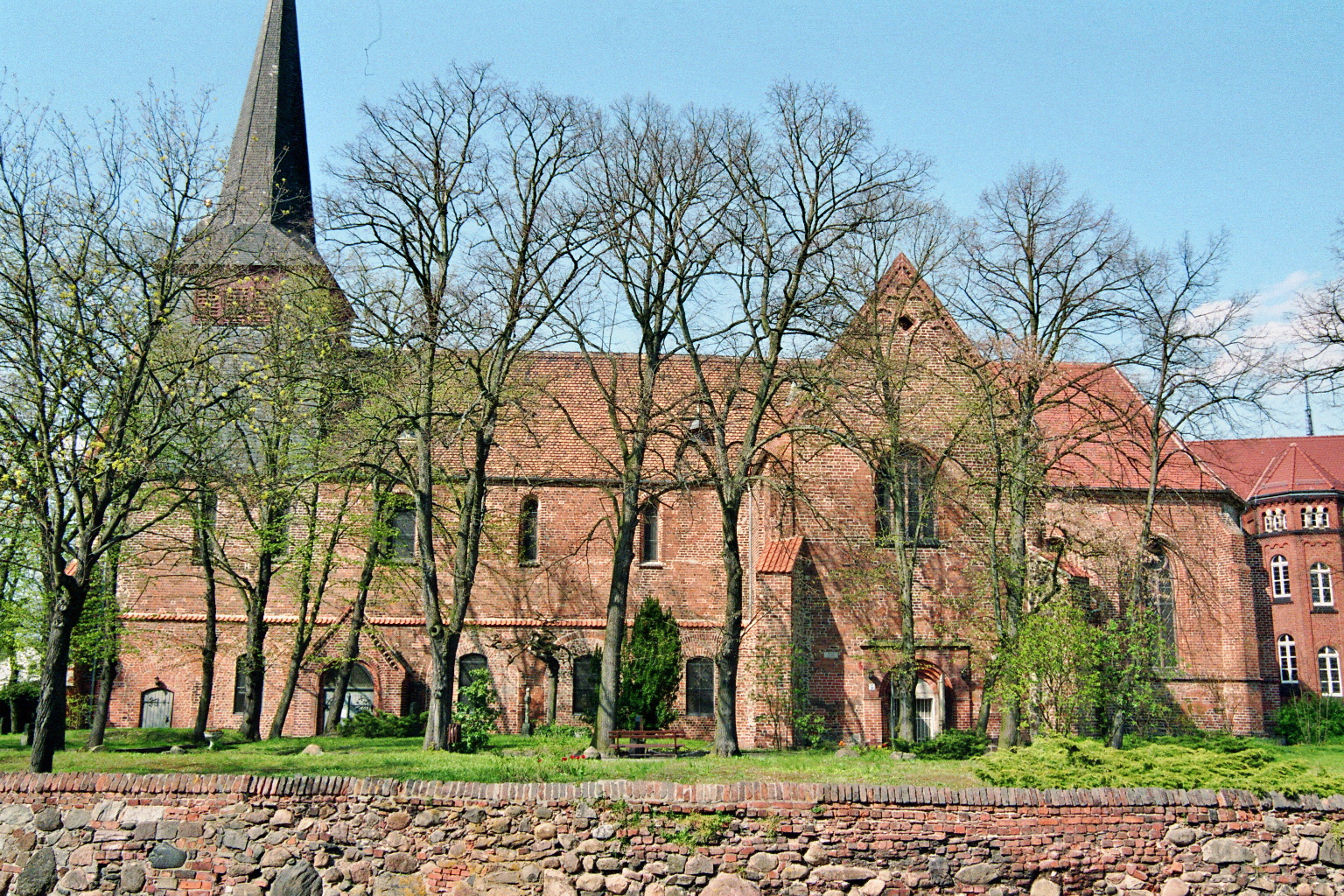
Blick auf die Liebfrauenkirche von Süden

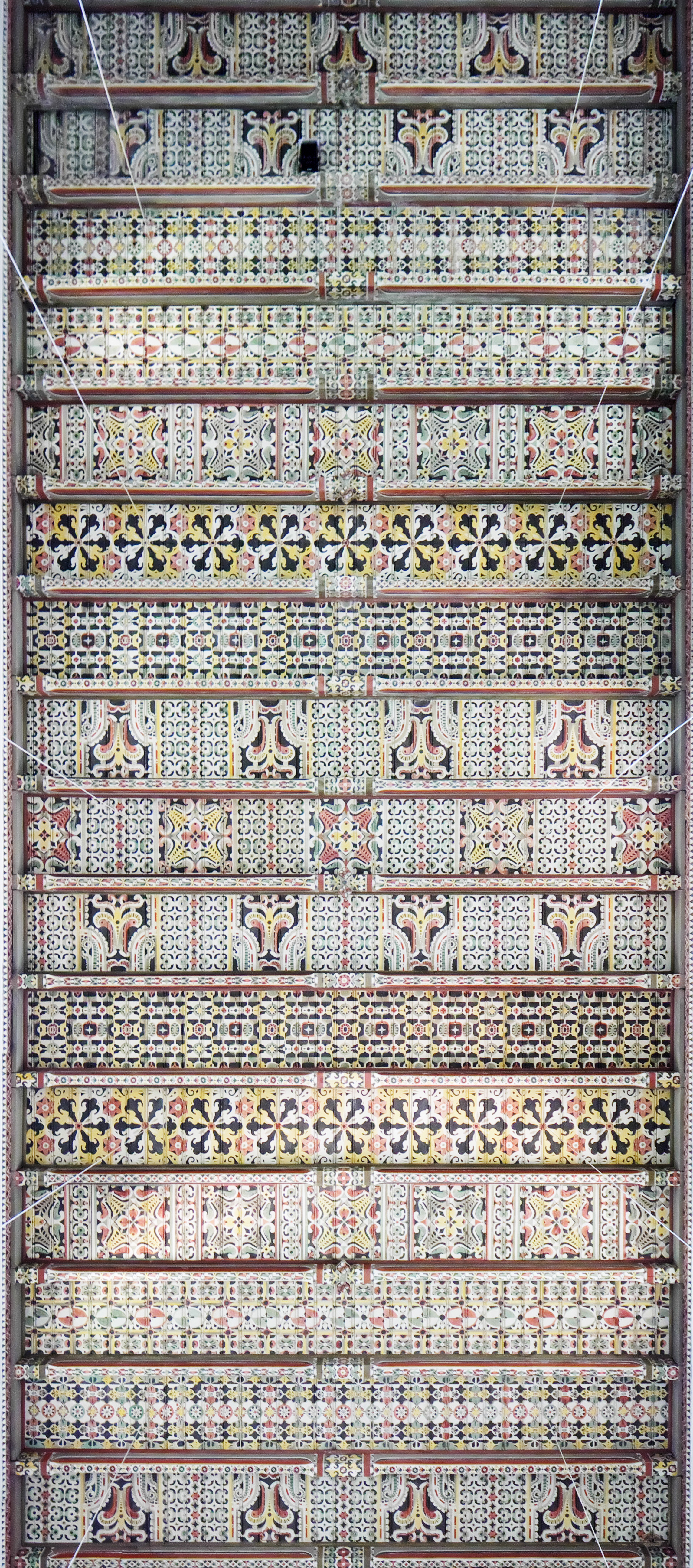
Holzdecke des Kirchenschiffs

Nachdem Erzbischof Wichmann aus Magdeburg 1157 das Jüterboger Land eingenommen hatte, ließ er ab 1161 (erste urkundliche Erwähnung) die Kirche als dreischiffige Basilika aus Backstein errichten. Er holte Prämonstratenserchorherren aus dem Stiftskloster Gottes Gnade bei Calbe (an der Saale) als Seelsorger für die ins Land gebrachten Kolonisten vom Niederrhein (Flamen aus den heutigen Niederlanden und Belgien) nach Jüterbog. Die Chorherren waren zugleich Missionare für die um Jüterbog lebenden Slawen. Den Prämonstratensern wurde auch das Kirchenpatronat übertragen. 
Am Tag der Verleihung des Stadtrechtes an Jüterbog, dem 29. April 1174, wurde die Liebfrauenkirche (auch Marienkirche genannt) geweiht, laut Urkunde als Hauptkirche (ecclesia principalis) des Jüterboger Landes. Sie wurde dem Patronat des Klosters Gottesgnade unterstellt.
Nach der (vermuteten) Zerstörung im Wendenaufstand 1179 wurde die Kirche 1183 wieder geweiht. Im Jahr 1225 wurde sie durch den Anbau eines Querschiffes mit Apsiden für zwei Altäre erweitert. 
Ab 1282 bauten die Zisterzienser das Nonnenkloster „Zum Heiligen Kreuz“, in das die Liebfrauenkirche einbezogen wurde. Die Kirche an sich blieb Pfarrkirche für die Vorstadt Damm. Etwa um 1480 wurde der gotische Chor angebaut. Die nun kreuzförmige Kirche erhielt nach dem Stil der Zisterzienserkirchen einen Vierungs-Dachreiter. 
Nach Auflösung des Klosters im Jahr 1557 im Zuge der Reformation wurde sie evangelische Kirche. Der Dachreiter wurde 1571 wegen Baufälligkeit wieder abgetragen. Stattdessen wurde ein hölzernes Glockenhaus neben der Kirche errichtet. Um 1575 ließ Amtmann Leopold von Klitzing (der Jüngere) die Sakristei anbauen.
Erst 1722 erhielt die Kirche einen barocken Fachwerkturm, der 1845 wegen Baufälligkeit wieder bis auf einen Stumpf mit Zeltdach abgetragen wurde. Der heutige spitze Schieferturm wurde erst 1891 erbaut. Bei einer umfassenden Restaurierung und Sanierung in den Jahren 1890/91 wurden auch die farbigen Chorfenster gefertigt. Aus finanzieller Not mussten 1798 beide Seitenschiffe abgerissen werden. Die Bögen wurden zugemauert und mit größeren Fenstern versehen.
1936/38 erfolgte neben anderen Restaurierungsarbeiten die Bemalung der Holzdecke nach alten Vorlagen. In den Jahren 2000 bis 2005 wurden die Außenhülle umfassend saniert und die Dächer des Schieferturms sowie des Chors und der beiden Querschiffe neu gedeckt.

## Ausstattung

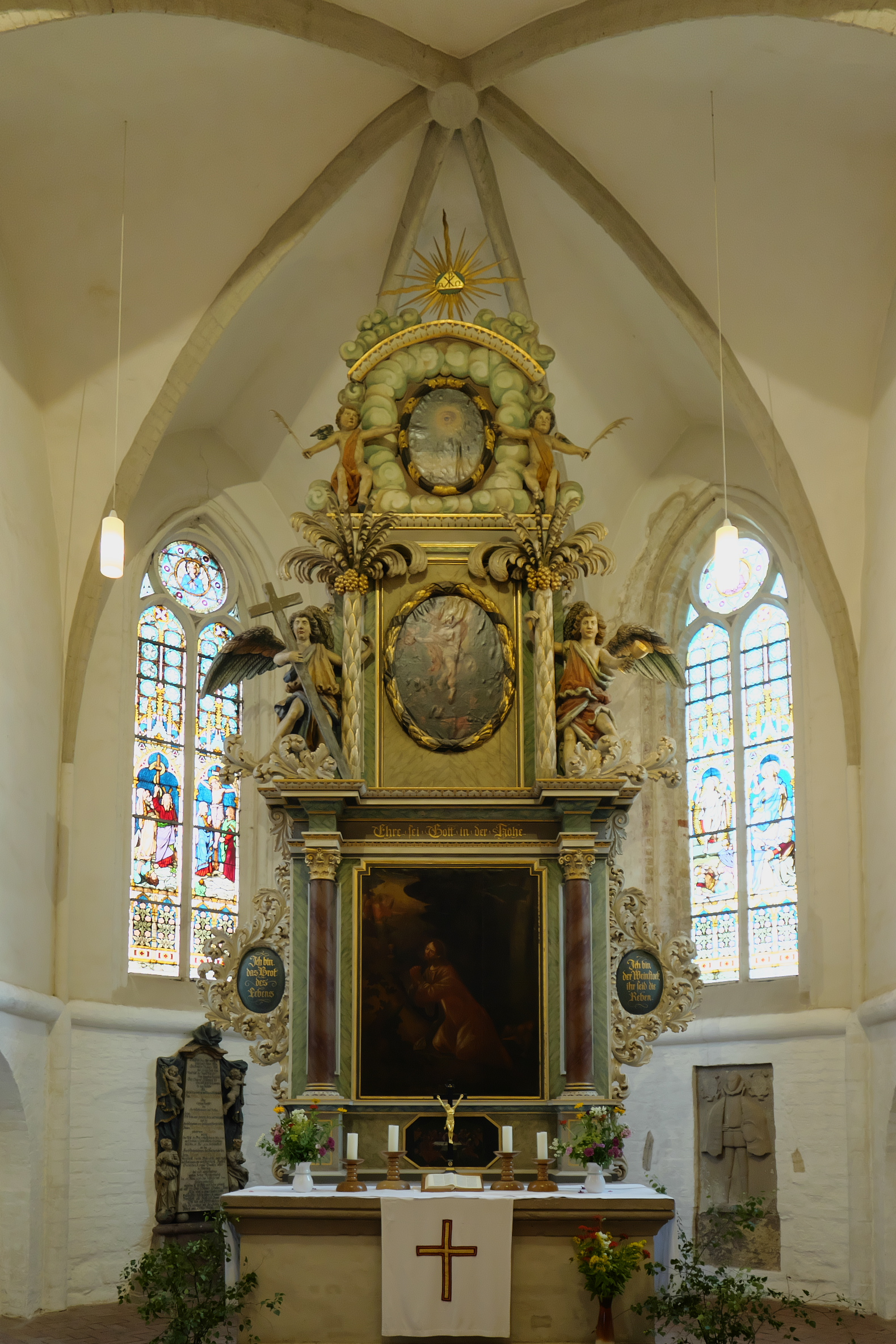
Hochaltar der Liebfrauenkirche

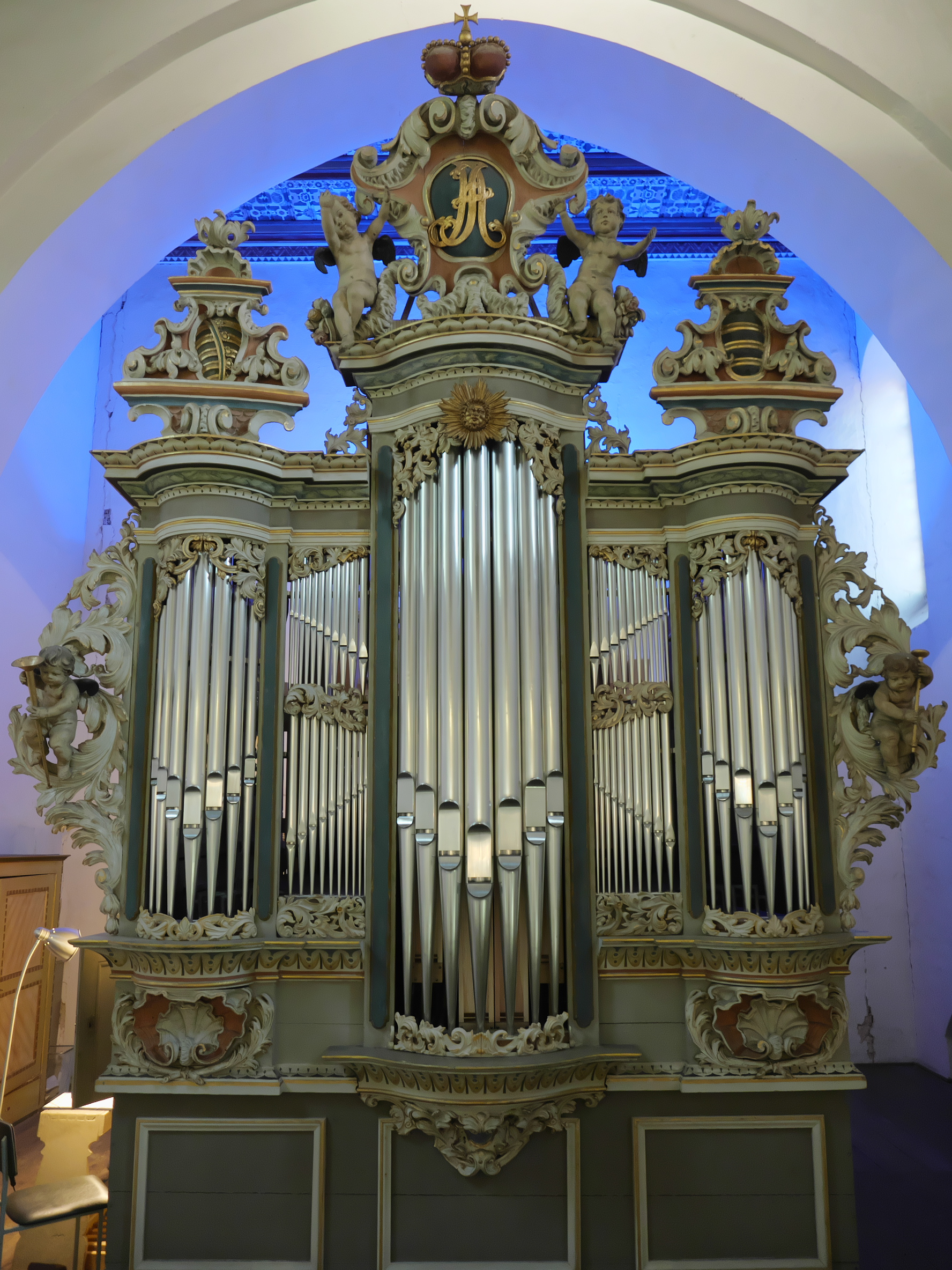
Wagner-Orgel der Liebfrauenkirche

Nach Einführung der Reformation 1540 im Erzbistum Magdeburg und somit auch in Jüterbog blieb von den sieben Altären der Kirche nur der gotische Marien-Flügelaltar im Chor erhalten. Auch der künstlerisch wertvolle gotische Taufstein in Kelchform mit großer Fünte, etwa um 1480, wurde von den Protestanten weiter genutzt, allerdings später mit einer Taufschale abgedeckt.
Im Jahr 1575 stiftete Amtmann Leopold von Klitzing die sandsteinerne Kanzel. Der damals bekannte Bildhauer Georg Schröter aus Torgau hatte sie künstlerisch sehr ausdrucksvoll gestaltet. Schröter schuf auch die Kanzel der Mönchenkirche in Jüterbog. Neben der Darstellung der vier Evangelisten mit ihren Symbolen sind vor allem die beiden Reformatoren Martin Luther und Philipp Melanchthon im Kanzelkorb bemerkenswert. Vermutlich ist dies die älteste Darstellung der beiden Reformatoren auf einer Kanzel überhaupt. Am Kanzelaufgang sind die Wappen der Familie von Klitzing und Christus mit der Weltkugel erkennbar.
Dem Amtmann Leopold (auch Lipold) von Klitzing (der Ältere) wurde 1562 ein Epitaph (Grabdenkmal) gesetzt, das im Chor an der Ostwand (hinter dem Altar rechts) gelegen ist. Die beiden anderen Epitaphe sind für die Frau des Amtmanns Johann Heinrich Ritter (1733) und den Amtmann Friedrich Christian Krebs (1777, über dem Lesepult) geschaffen worden. In der Liebfrauenkirche sind im Chorbereich und in Nähe der Kanzel sechs weitere Personen bestattet.
Der Marienaltar wurde 1710 auf herzogliche Anordnung durch den bis heute vorhandenen Barockaltar ersetzt. Dieser zeigt das für diese Zeit und in dieser Region übliche Bildprogramm: In der Predella das Letzte Abendmahl Jesu mit seinen Jüngern, darüber die Abbildung einer Szene aus der Passionsgeschichte, hier Jesu Gebet im Garten Getsemani, die von Säulen flankiert ist. Eingerahmt von Palmen und flankiert von Engeln mit Leidenswerkzeugen befindet sich darüber die Auferweckung Christi, darüber durch Wolken schauend das „Gottesauge“ als Zeichen der Gegenwart Gottes und im Strahlenkranz das Dreieck als Symbol der Dreifaltigkeit Gottes. Gekrönt wird der Altar von einer Gloriole. Im Dreieck ist das Christusmonogramm XP (griechisch Chi und Rho) zu sehen und das griechische Alpha und Omega für Anfang und Ende (erster und letzter Buchstabe des griechischen Alphabets). 

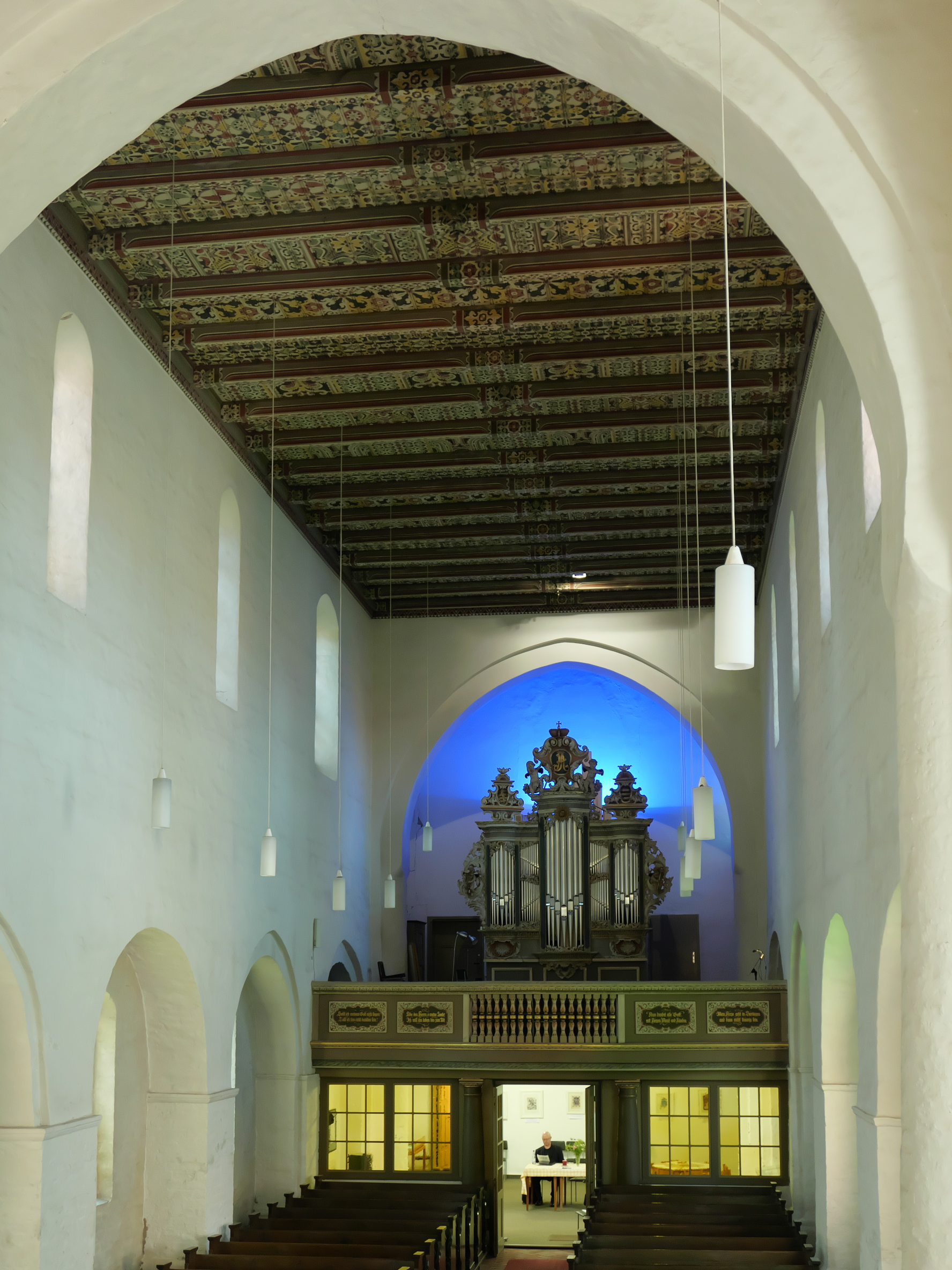
Hauptschiff mit Blick auf die Orgel

Zur Weihe des Altars 1418 gab es bereits eine Orgel in der Kirche. Die heutige Orgel wurde 1737 vom Berliner Orgelbauer Joachim Wagner gebaut und ist – gestiftet aus dem Erbe eines Jüterboger Fernhändlers – in ihrer barocken Gestalt noch fast original erhalten. Der Prospekt stammt vom Jüterboger Bildhauer Johann Angermann. Die in sich verschlungenen Buchstaben J/A in der Kartusche über dem Pfeifenwerk sollen allerdings auf den damals für Jüterbog zuständigen Landesherrn Herzog Johann Adolph II. von Weißenfels hinweisen. Veränderungen an der Kirche gab es durch umfassende Renovierungen.
1890/91 wurden neben einer Teilerneuerung des Mauerwerks auch der Dachstuhl saniert, der Turm gebaut, das Gestühl erneuert und die Orgelempore um 2 ½ Meter abgesenkt und vergrößert. Von einer Berliner Firma wurden zwei farbige Chorfenster mit insgesamt vier Bildtafeln geschaffen. Mit Blick zum Altar ist im linken Fenster Mose zu sehen, der bei der tödlichen Schlangenplage in der Wüste eine metallene Schlange an einem Stab als Zeichen des Lebens aufrichtet. Daneben als Pendant das aufgerichtete Kreuz Jesu als Zeichen des ewigen Lebens. Im zweiten Fenster, rechts vom Altar, folgen Bildnisse der Auferstehung und Himmelfahrt Jesu Christi.
1936/38 wurde neben einer Ausmalung auch die Holzdecke nach altem Muster wiederhergestellt. Die Fürstenloge über der Tür im Nordflügel des Querschiffs wurde entfernt. In den Jahren 1971/72 wurde im Vorfeld der 800-Jahr-Feier der Kirchweihe eine Innenrenovierung durchgeführt. Auch die Orgel wurde teilrestauriert. Dabei wurde unter der Orgelempore ein Gemeinderaum als Winterkirche mit Gasheizung eingerichtet und eine elektrische Bankheizung im Hauptschiff installiert.
Aus der Mönchenkirche kamen nach ihrer Entwidmung 1966 folgende Gemälde in die Liebfrauenkirche (Orientierung mit Blick auf den Altar):
Linkes Seitenschiff (von links):
Jeremias Crudelius (1711–1743), ab 1738 Diakon und Rektor des Gymnasiums, ab 1740 Pfarrer
M. Johann Christian Crudelius (1697–1738), sein Bruder, ab 1724 Hilfsprediger bei seinem Vater M. Johann Abraham Crudelius, nach dessen Tod von 1725 bis 1738 Nachfolger im Pfarramt Liebfrauen-Mönchen.
Darunter:
Familie des M. Johannes Pilichen (1577–1599), ab 1600 Pfarrer an St. Nikolai
Rechtes Seitenschiff:
Martin Luther und Philipp Melanchthon, gegenüber ein weiteres Bildnis von M. Johann Pilichen (1611 in der Mönchenkirche bestattet).
Von den drei Glocken stammt die älteste, die von Hans Baudicke gegossen wurde, von 1471. Die kleinste wird wegen eines Sprunges nicht mehr geläutet. Außerdem erklingen die beiden ehemaligen Glocken aus der Mönchenkirche zum Schlag der Turmuhr der Liebfrauenkirche.
Von der mittelalterlichen Ausmalung der Kirche ist nur noch ein Rest im letzten südlichen Fensterbogen des Mittelschiffs erhalten, der eventuell den Schmerzensmann zwischen Engeln zeigt.